# Central-Europa-Film
Die Central-Europa-Film GmbH war eine von Waldemar Frank gegründete deutsche Filmproduktionsgesellschaft mit Sitz in Berlin. Sie produzierte von 1950 bis 1957 Operetten- und Musikfilme.

## Spielfilme
- 1951: Es geht nicht ohne Gisela
- 1952: Der Fürst von Pappenheim
- 1953: Die Rose von Stambul
- 1953: Der Vetter aus Dingsda
- 1954: Clivia
- 1954: Schützenliesel
- 1955: Ball im Savoy
- 1955: Musik im Blut
- 1956: Die Rosel vom Schwarzwald
- 1956: Die schöne Meisterin
- 1957: Viktor und Viktoria
- 1957: Wenn Frauen schwindeln